# Зубастики 2: Основное блюдо
«Зубастики 2: Основное блюдо» (англ. Critters 2: The Main Course) — американский фантастический комедийный фильм ужасов 1988 года с Терренсом Манном, Доном Китом Оппером и Скоттом Граймсом в главных ролях. Режиссёр фильма — Мик Гаррис по сценарию Дэвида Туи и Мика Гарриса. Фильм является продолжением фильма ужасов «Зубастики» 1986 года.

## Сюжет
Прошло два года с тех пор, как в предыдущей части уничтожили живых зубастиков, острозубых существ-пришельцев, терроризировавших жителей маленького городка Гроверз Бенд в Канзасе. Однако в старом сарае остались их яйца, из которых вылупляется новое, более убийственное поколение.
Беспечное население городка впервые сталкивается с угрозой, исходящей от маленьких, пушистых существ, но жители быстро обнаруживают, что не очень защищены против их нападений, особенно когда монстры начинают быстро размножаться. Помочь справиться с напастью помогает героический подросток Брэд Браун (Скотт Граймс), вернувшийся в Гроверз Бенд, чтобы навестить свою бабушку.
Чарли (Дон Оппер) и инопланетный охотник Ли (Роксан Керноан) вместе со всеми жителями вступают в ополчение по защите города.

## В ролях
- Скотт Граймс — Брэд Браун
- Дон Кит Оппер — Чарли Макфэдден
- Терренс Манн — Аг
- Роксэнн Кернохан — Ли
- Лиан Кёртис — Меган Морган
- Сэм Андерсон — мистер Морган
- Барри Корбин — шериф Харв
- Линдсей Паркер — Синди
- Эдди Дизен — менеджер «Голодной утки»
- Тони Смит — Джо Смолл, сцены с участием актёра не вошли в окончательный монтаж
- Кори Бёртон — Зубастики (актёр озвучивания)